# Coppa di Francia (calcio femminile)
La Coppa di Francia femminile, ufficialmente Coupe de France Féminine, è la coppa nazionale di calcio femminile francese, assegnata dalla federazione calcistica francese (FFF). Istituita nel 2001 come Challenge de France, designazione che mantenne fino alla stagione 2010-2011, è il secondo torneo calcistico francese per importanza dopo la Première Ligue. Vi partecipano tutti i club del paese.

## Albo d'oro
| Anno      | Vincitore           | Risultato           | Finalista           | Località                 | Località            |
| Anno      | Vincitore           | Risultato           | Finalista           | Stadio                   | Città               |
| --------- | ------------------- | ------------------- | ------------------- | ------------------------ | ------------------- |
| 2001-2002 | Tolosa              | 2 - 1               | FC Lione            | Stadio Léon Sausset      | Tournon-sur-Rhône   |
| 2002-2003 | FC Lione            | 4 - 3               | Montpellier         | Stade des Alouettes      | Montceau-les-Mines  |
| 2003-2004 | FC Lione            | 2 - 0               | Compiègne           | Stadio Alexandre Cueille | Tulle               |
| 2004-2005 | FCF Juvisy          | 1 - 1 (5-4 dtr)     | Olympique Lione     | Stade de la Tête Noire   | Buzançais           |
| 2005-2006 | Montpellier         | 1 - 1 (4-3 dtr)     | Olympique Lione     | Stadio Pierre Ducourtial | Aulnat              |
| 2006-2007 | Montpellier         | 3 - 3 (3-0 dtr)     | Olympique Lione     | Stadio Auguste Delaune   | Saint-Denis         |
| 2007-2008 | Olympique Lione     | 3 - 0               | Paris Saint-Germain | Stade de France          | Saint-Denis         |
| 2008-2009 | Montpellier         | 3 - 1               | Le Mans             | Stadio di Gerland        | Lione               |
| 2009-2010 | Paris Saint-Germain | 5 - 0               | Montpellier         | Stadio Robert Bobin      | Bondoufle           |
| 2010-2011 | Saint-Étienne       | 0 - 0 (3-2 dtr)     | Montpellier         | Stadio Michel Amand      | Buxerolles          |
| 2011-2012 | Olympique Lione     | 2 - 1               | Montpellier         | Stadio Jacques Rimbault  | Bourges             |
| 2012-2013 | Olympique Lione     | 3 - 1               | Saint-Étienne       | Stadio Gabriel Montpied  | Clermont-Ferrand    |
| 2013-2014 | Olympique Lione     | 2 - 0               | Paris Saint-Germain | MMArena                  | Le Mans             |
| 2014-2015 | Olympique Lione     | 2 - 1               | Montpellier         | Stade de l'Épopée        | Calais              |
| 2015-2016 | Olympique Lione     | 2 - 1               | Montpellier         | Stade des Alpes          | Grenoble            |
| 2016-2017 | Olympique Lione     | 1 - 1 (7-6 dtr)     | Paris Saint-Germain | Stade de la Rabine       | Vannes              |
| 2017-2018 | Paris Saint-Germain | 1 - 0               | Olympique Lione     | Stadio della Meinau      | Strasburgo          |
| 2018-2019 | Olympique Lione     | 3 - 1               | Lilla               | Stadio Gaston Petit      | Châteauroux         |
| 2019-2020 | Olympique Lione     | 0 - 0 (4-3 dtr)     | Paris Saint-Germain | Stadio Abbé-Deschamps    | Auxerre             |
| 2020-2021 | Coppa non assegnata | Coppa non assegnata | Coppa non assegnata | Coppa non assegnata      | Coppa non assegnata |
| 2021-2022 | Paris Saint-Germain | 8 - 0               | Yzeure              | Stadio Gaston Gérard     | Digione             |
| 2022-2023 | Olympique Lione     | 2 - 1               | Paris Saint-Germain | Stadio de la Source      | Orléans             |
| 2023-2024 | Paris Saint-Germain | 1 - 0               | Fleury              | Stadio della Mosson      | Montpellier         |
| 2024-2025 | Paris FC            | 0 - 0 (5-4 dtr)     | Paris Saint-Germain | Stade de l'Épopée        | Calais              |

Fonte: (FR) Coupe de France - Palmarès, su statsfootofeminin.fr.

## Statistiche

### Vittorie per squadra
| Club                | Vittorie | Anni                                                       |
| ------------------- | -------- | ---------------------------------------------------------- |
| Olympique Lione     | 10       | 2008, 2012, 2013, 2014, 2015, 2016, 2017, 2019, 2020, 2023 |
| Paris Saint-Germain | 4        | 2010, 2018, 2022, 2024                                     |
| Montpellier         | 3        | 2006, 2007, 2009                                           |
| FC Lione            | 2        | 2003, 2004                                                 |
| Tolosa              | 1        | 2002                                                       |
| FCF Juvisy          | 1        | 2005                                                       |
| Saint-Étienne       | 1        | 2011                                                       |
| Paris FC            | 1        | 2025                                                       |